# Charles Aimé Emmanuel van der Meere de Cruyshautem
Charles-Aimé Emmanuel van der Meere de Cruyshauthem ( Audenarde, 31 mai 1766 – Bruxelles, 7 mars 1837) est un noble des Pays-Bas du Sud (Pays-Bas catholiques ou Pays-Bas belgiques) qui occupe diverses fonctions au Royaume-Uni des Pays-Bas de 1815 à 1830.

## Histoire

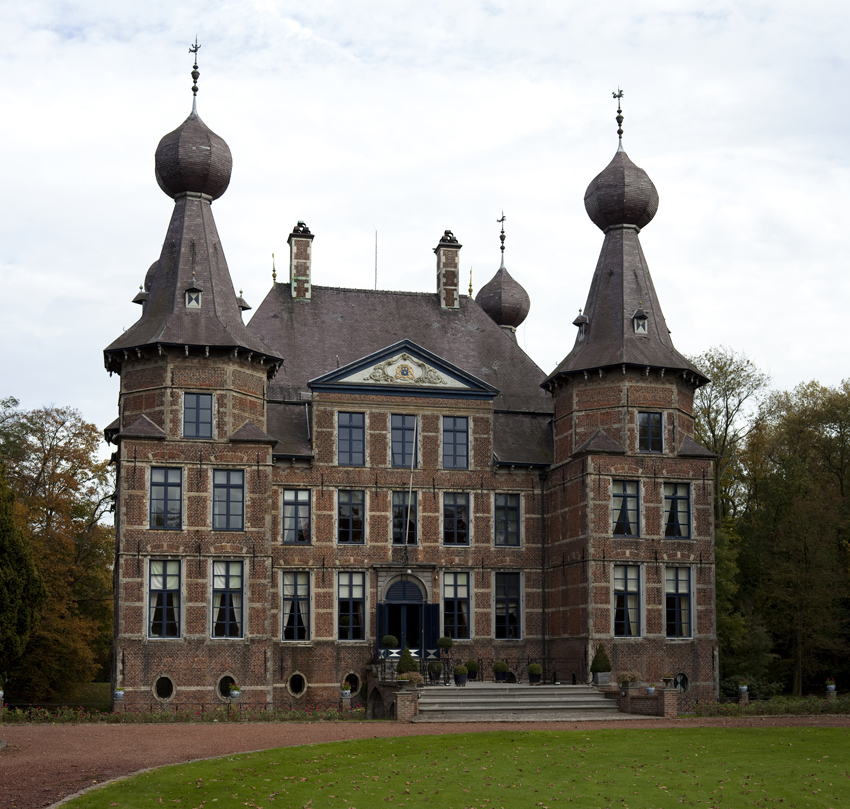
Le château de Kruishoutem ou d'Aaishove, de la famille van der Meere

En 1640, Gilles van der Meere est fait chevalier par le roi Philippe IV d'Espagne. Cette branche familiale a disparu.
En 1660, le même roi accorde le titre de chevalier à Josse-Albert van der Meere. Cette branche familiale disparaît en 1747.
En 1741, l'impératrice Marie-Thérèse accorde le titre de comte à Philippe van der Meere (†1795), en élevant au rang de comté la seigneurie de Kruishoutem en Flandre orientale. Il reste célibataire et le titre est rendu transférable à son frère et à ses descendants. Le transfert n'a pas lieu, car Philippe van der Meeren n'est décédé qu'après l'abolition de la noblesse.
En 1745, Philippe van der Meeren obtient également l'élévation en baronnie du manoir de Boutersem en Brabant flamand.

## Biographie
Charles-Aimé van der Meere est fils de Joseph-Charles van der Meere, seigneur de Wijngaerden et bourgmestre d'Audenarde, et de Louise van Slype, dame de Placy, Brunen et Lambres-lez-Douai.
Le 27 juillet 1789, en l'église Notre-Dame du Finistère à Bruxelles, Charles-Aimé van der Meere épouse Catherine de Beelen-Bertholf (1764-1842). Ils ont eu un fils et une fille, mais la famille s'est éteinte.
Il est reconnu dans la noblesse héréditaire en 1816, à l'époque de l'éphémère Royaume-Uni des Pays-Bas, avec le titre de comte et sa nomination à la chevalerie de Flandre orientale. Il devient chambellan du roi Guillaume Ier, président de la chevalerie de Flandre orientale, membre du Conseil provincial de la province de Flandre orientale (1816-1819) et membre du Sénat (1824-1830).
De 1813 à 1825, il est bourgmestre de la commune de Kruishoutem. Il y vit au château de Kruishoutem ou d'Aaishove. Il est également chevalier de l'ordre du Lion des Pays-Bas.
Il meurt le 7 mars 1837 à Bruxelles.

## Littérature
- Généalogie van der Meeren, dans : Annuaire de la noblesse de Belgique, Bruxelles, 1867.
- Oscar COOMANS DE BRACHÈNE, État présent de la noblesse belge, Annuaire 1993, Bruxelles, 1993 [4].